# Opol
Opol is een gemeente in de Filipijnse provincie Misamis Oriental op het eiland Mindanao. Bij de laatste census in 2007 had de gemeente ruim 47 duizend inwoners.

## Geografie

### Bestuurlijke indeling
Opol is onderverdeeld in de volgende 14 barangays:
| - Awang - Bagocboc - Barra - Bonbon - Cauyonan - Igpit - Limonda | - Luyongbonbon - Malanang - Nangcaon - Patag - Poblacion - Taboc - Tingalan |

## Demografie
Opol had bij de census van 2007 een inwoneraantal van 47.187 mensen. Dit zijn 10.798 mensen (29,7%) meer dan bij de vorige census van 2000. De gemiddelde jaarlijkse groei komt daarmee uit op 3,65%, hetgeen hoger is dan het landelijk jaarlijks gemiddelde over deze periode (2,04%). Vergeleken met de census van 1995 is het aantal mensen met 23.229 (97,0%) toegenomen.

De bevolkingsdichtheid van Opol was ten tijde van de laatste census, met 47.187 inwoners op 175,13 km², 269,4 mensen per km².